# Hans Riedl (General)
Hans Riedl (* 4. Februar 1919 in Straßburg in Kärnten; † 22. April 2007 in Oberndorf bei Salzburg) war ein Berufsoffizier des österreichischen Bundesheeres mit dem letzten Dienstgrad Generalleutnant. Er war von 1978 bis 1982 Militärkommandant von Salzburg.

## Leben
Hans Riedl wurde am 4. Februar 1919 in Straßburg in Kärnten geboren. Nach der Grundschule und der Matura 1938 in Wien kam er zur Panzerabwehr-Abteilung 47 nach Hall in Tirol. Diese Abteilung war Teil der 2. Gebirgs-Division der deutschen Wehrmacht. Im Zweiten Weltkrieg war er als Offizier an verschiedenen Fronten eingesetzt, wobei er mehrfach verwundet wurde.
Nach dem Besuch der Lehrerbildungsanstalt Salzburg war er als Schuldirektor in Oberndorf tätig, bis er sich 1955 zum neu aufgestellten Bundesheer meldete. In der Folge wurde er in der Grenzschutzabteilung 8 und beim Feldjägerbataillon 8 in der Rainerkaserne eingesetzt. Hans Riedl absolvierte dem Generalstabskurs und wurde Chef des Stabes der 8. Gebirgsbrigade und später Leiter der Operationsabteilung des Gruppenkommandos III in Salzburg.
Von 1966 bis 1975 war er im Bundesministerium für Landesverteidigung eingesetzt.
Hans Riedl wurde 1975 stellvertretender Kommandant des II. Korps und am 1. Jänner 1978  Militärkommandant von Salzburg. Diese Funktion übte er bis zu seinem Übertritt in den Ruhestand 1982 aus. Ihm folgte Engelbert Lagler.
Von 1980 bis 2002, und daher auch zu Hans Riedls aktiver Zeit, verwendete das Bundesheer nach Schweizer Vorbild anstelle von Generalleutnant (GenLt) den Dienstgrad Korpskommandant (KKdt).

## Auszeichnungen (Auszug)
- Silbernes Ehrenzeichen für Verdienste um die Republik Österreich
- Großes Ehrenzeichen für Verdienste um die Republik Österreich
- Goldenes Ehrenzeichen des Landes Salzburg